# Домиц
Домиц (нем. Dömitz) — крепость в городе Дёмиц в Мекленбурге-Передней Померании на правом берегу Эльбы. Дёмиц, первые упоминания о котором относятся к 1230-му году, стал городом в XIII веке получив городское право от графов Даннеберга. В период с 1557 по 1565 по инициативе герцога Иоганна Альбрехта I Мекленбургского на месте средневековой крепости строится новая бастионная крепость по проекту Франческо Борнау (Francesco a Bornau). Во время 30-летней войны переходила из рук в руки. В 1809 году захвачена наполеоновскими войсками. В XVIII веке была резиденцией герцога.

## Битва под Домицем
В 1635 году саксонские войска (6 — 7 тысяч человек) под руководством Вольфа Генриха вон Баудица перешли Эльбу по понтонному мосту, захватили город и осадили крепость Домиц, которую охранял небольшой шведский гарнизон. 22 октября от артиллерийского огня в городе начался пожар, и осаждающим пришлось спешно покинуть городские кварталы, в этот момент на них с двух сторон напала шведская кавалерия (4 — 5 тысяч человек) и около тысячи шведских мушкетеров под общим руководством Патрика Рутвина (Patrick Ruthven). В результате саксонцы были наголову разбиты и разбежались, потеряв около тысячи человек убитыми, 2500 пленными. Баудиц спасся переплыв Эльбу.